# Så mycket bättre (säsong 9)
Den nionde säsongen av Så mycket bättre spelades återigen in på pensionatet Grå Gåsen beläget i Burgsvik på södra Gotland, och sändes under hösten 2018. Programtiden var kl 20:00 på lördagar, på TV4, och programmet sändes mellan den 20 oktober och den 15 december. 
De artister som medverkade denna säsong var Albin Lee Meldau, Charlotte Perrelli, Christer Sjögren, Eric Gadd, Linnea Henriksson, Louise Hoffsten och Stor.

## Avsnitt

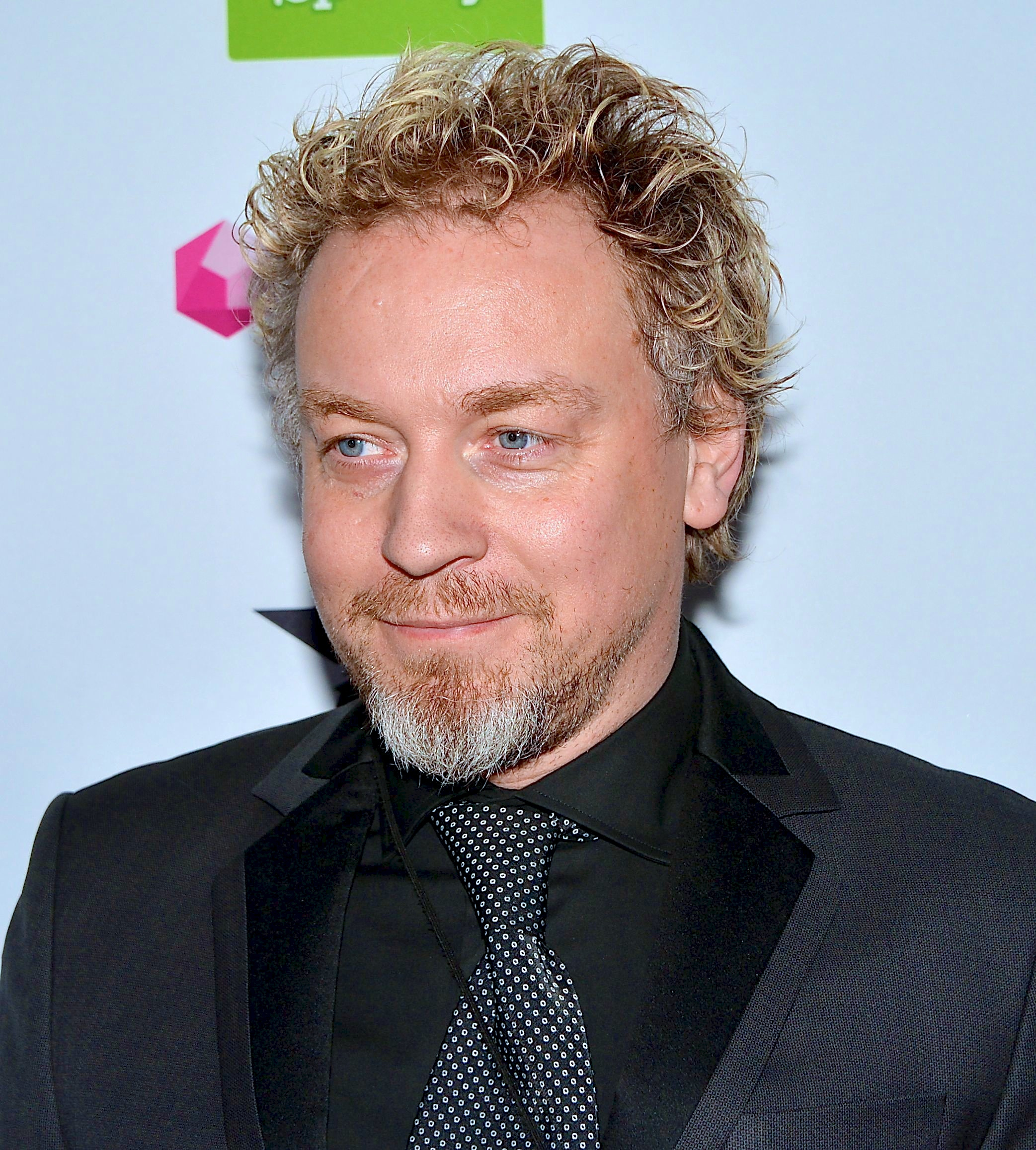
Säsongen startade med Eric Gadd som huvudperson.
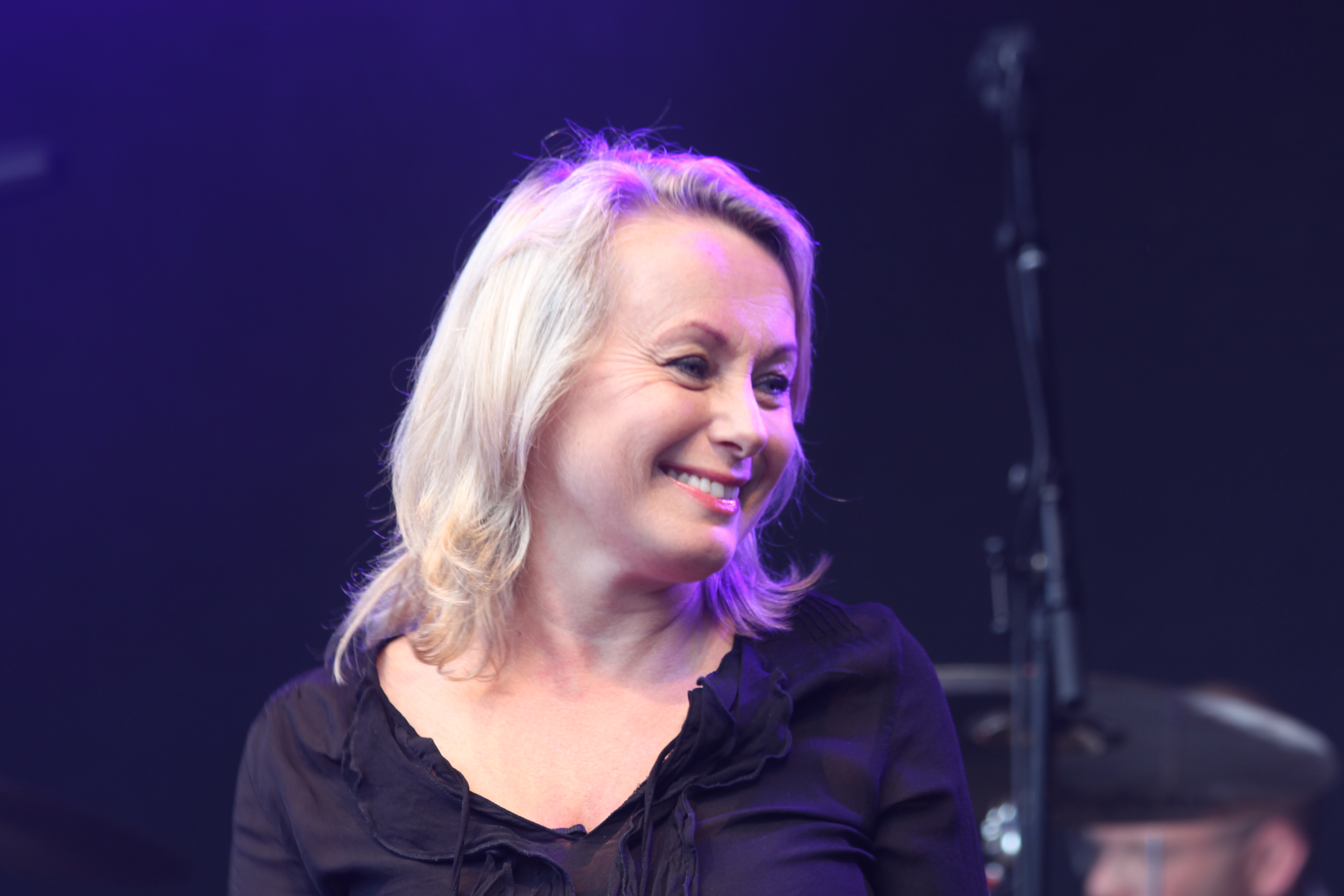
I det andra avsnittet var Louise Hoffsten huvudperson.
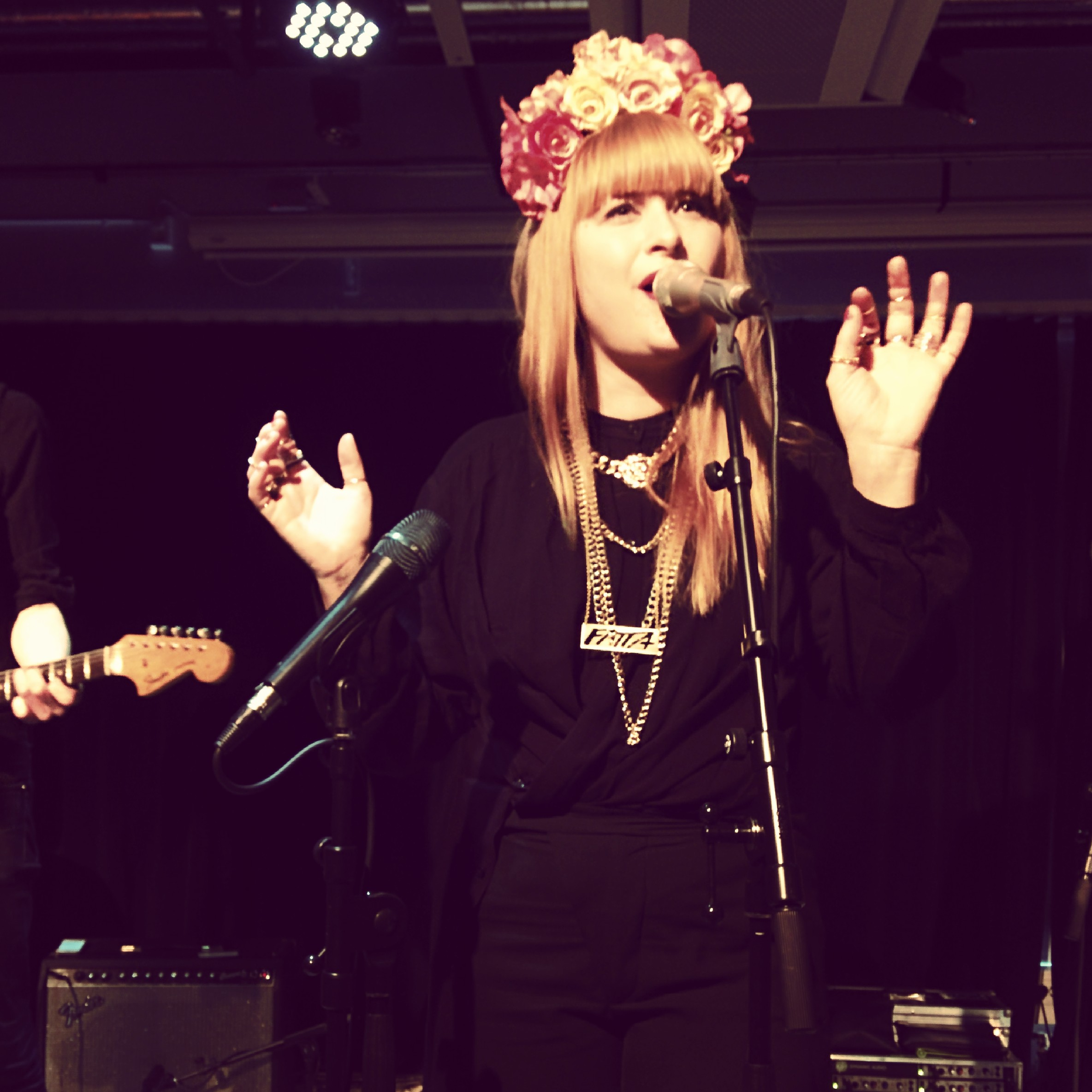
Linnea Henriksson var huvudpersonen i det tredje avsnittet.
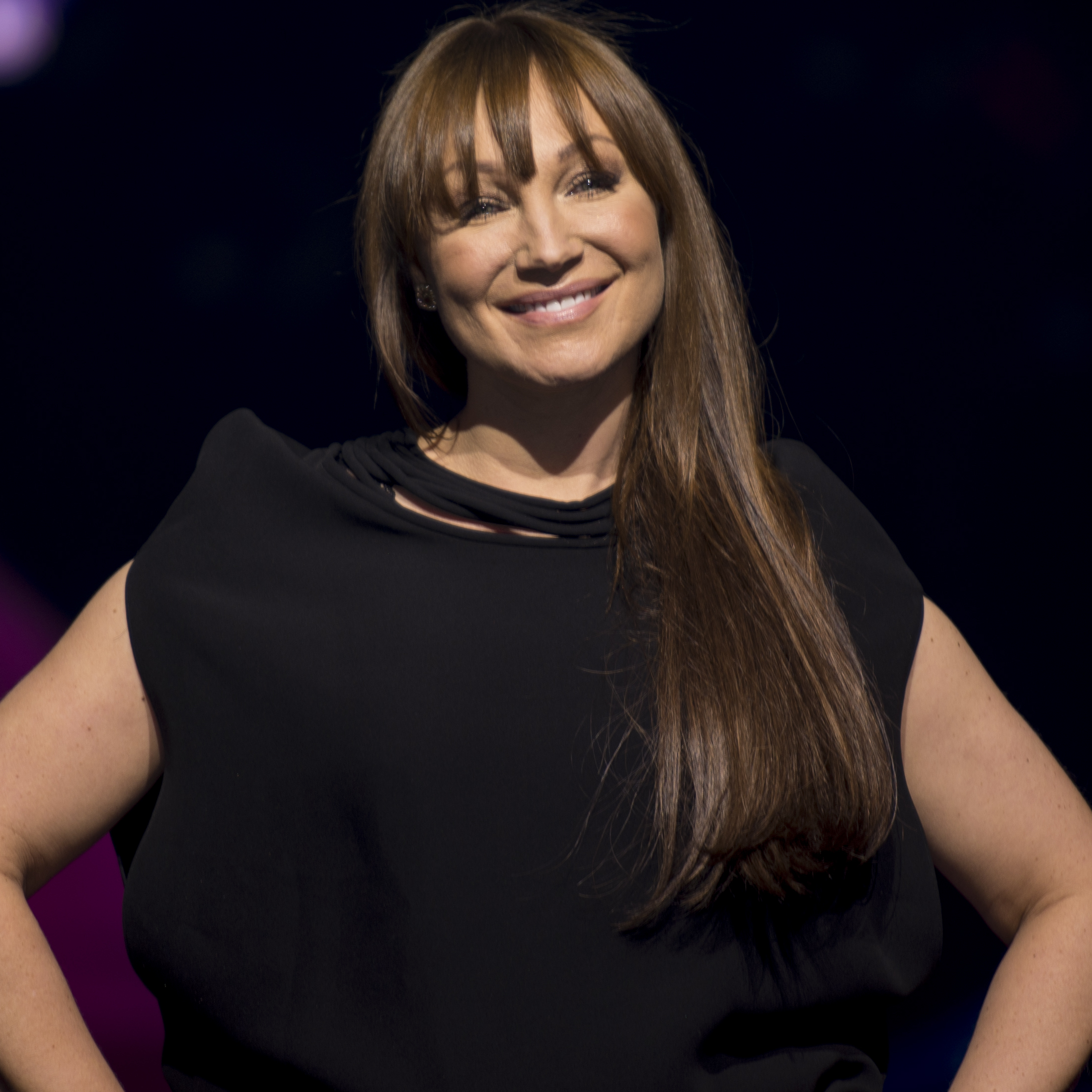
I det fjärde avsnittet blev Charlotte Perrelli tolkad.

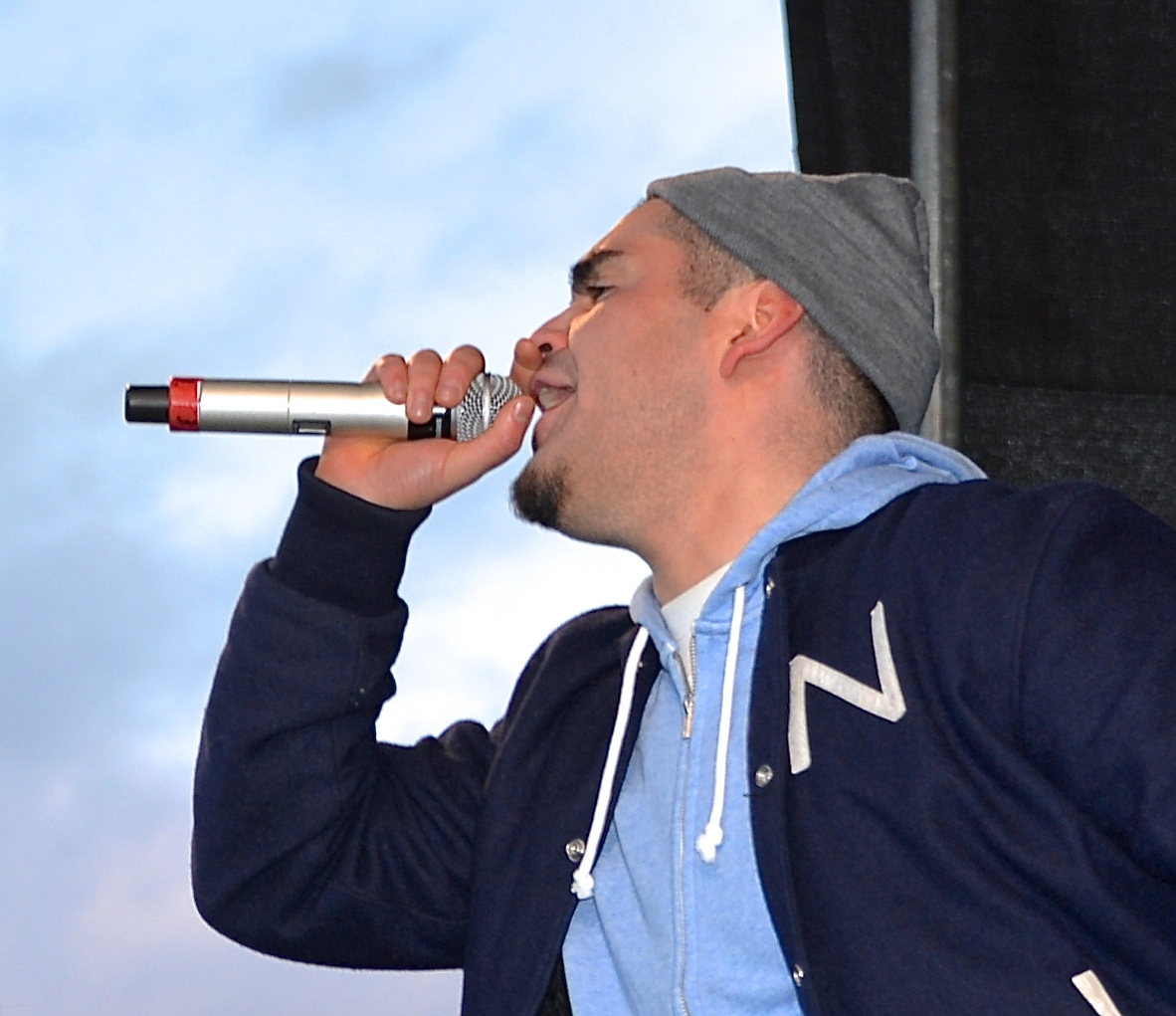
Stor blev tolkad i det femte avsnittet.
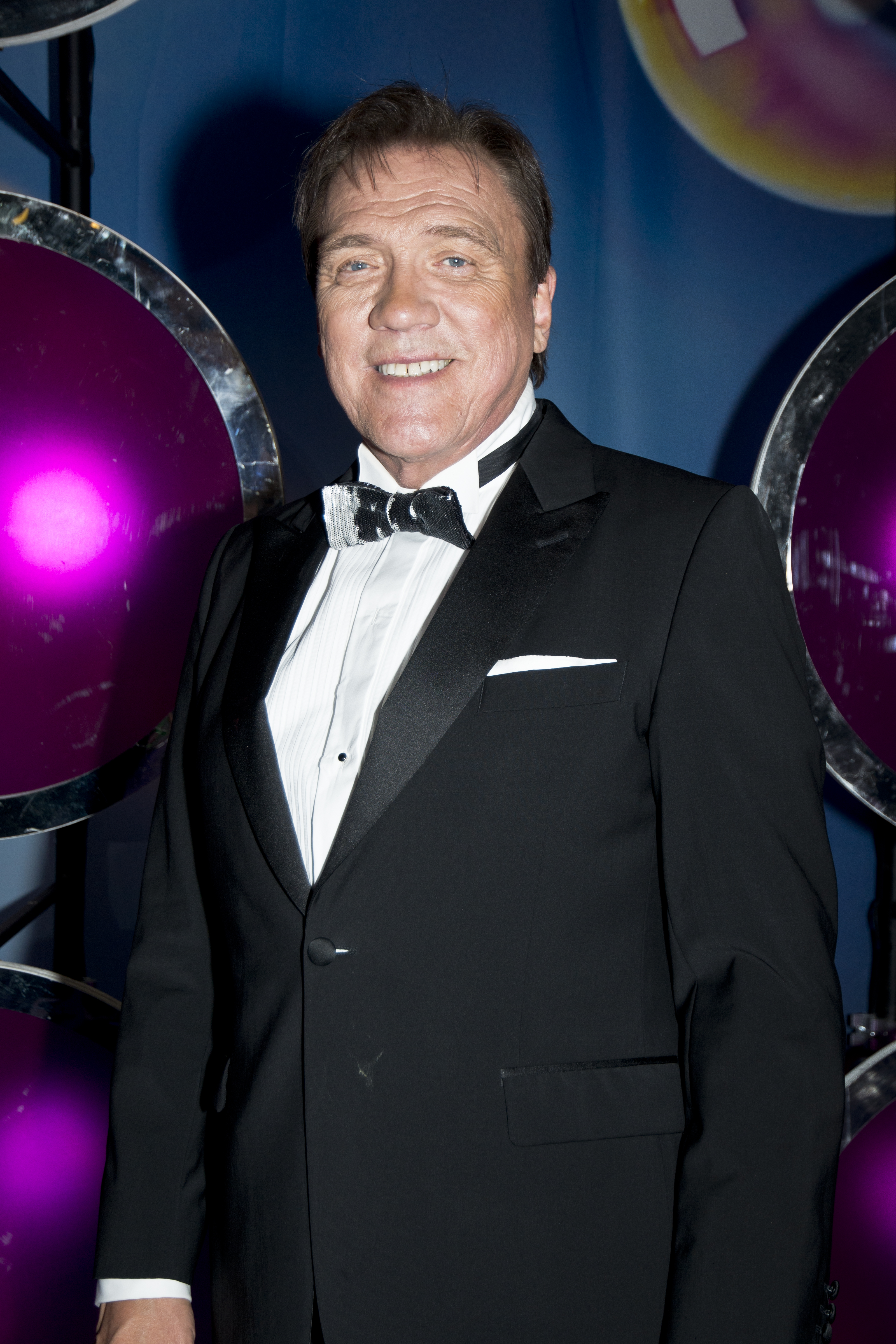
I det sjätte avsnittet var Christer Sjögren huvudperson.
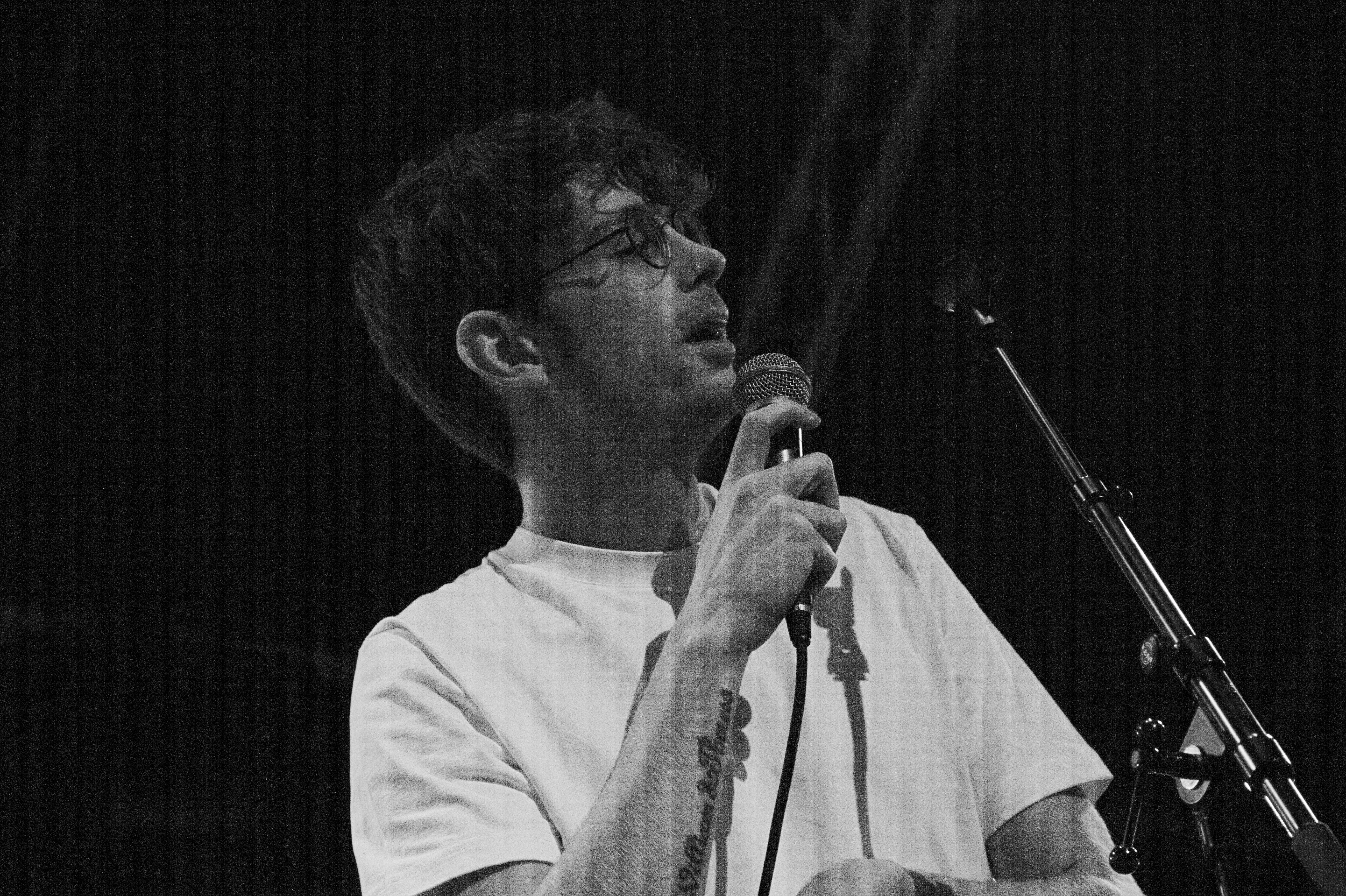
Albin Lee Meldau tolkades i det sjunde avsnittet.
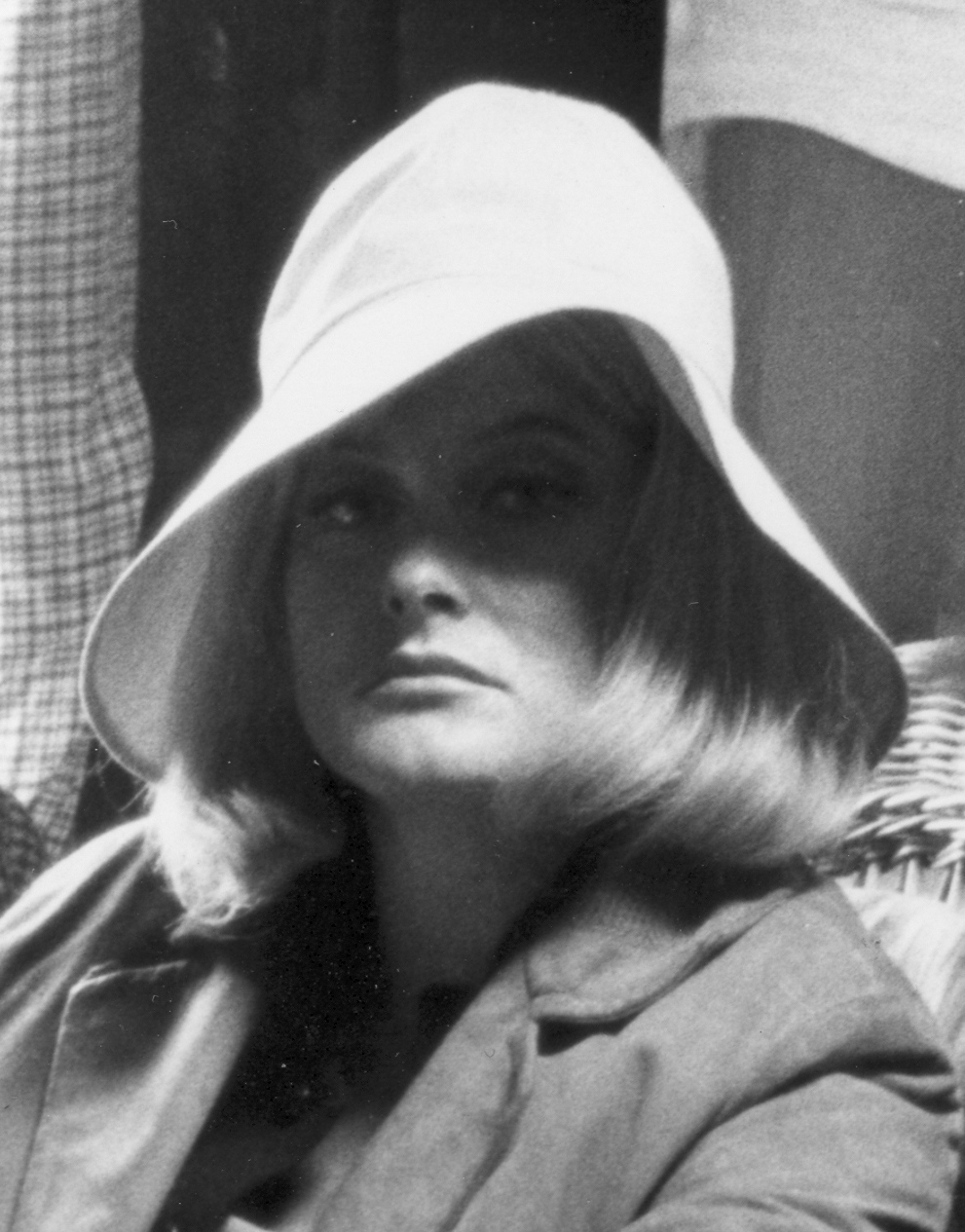
Monica Zetterlunds låtskatt tolkades i det åttonde avsnittet.

| - Linnea Henriksson - "The right way" - Stor - "Stockholm står kvar" - Louise Hoffsten - "Kom hit och ta" - Charlotte Perrelli - "Kommer du att tro på mig" (svensk version av "Do You Believe in Me") - Albin Lee Meldau - "Bara himlen ser på" - Christer Sjögren - "My Personality" - Christer Sjögren - "Only the Dead Fish Follow the Stream" - Albin Lee Meldau - "Spela min favoritvals" (svensk version av "My Favorite Lie") - Charlotte Perrelli - "That's What I Get" - Stor - "Purple Haze" (egen version av "Nowhere In This World") - Eric Gadd - "Hit Me With Your Lovething" - Linnea Henriksson - "Dansa på min grav" - Charlotte Perrelli - "Släpper allt" - Albin Lee Meldau - "I know something that you don't know" (engelsk version av "Jag vet nåt som inte du vet") - Christer Sjögren - "Lyckligare nu" - Louise Hoffsten - "Halmstad" - Stor - "Säga mig" - Eric Gadd - "Mina händer" - Eric Gadd - "Flowers of the fall" (engelsk version av "Höstens sista blomma") - Louise Hoffsten - "Addicted" - Albin Lee Meldau - "Take Me To Your Heaven" - Christer Sjögren - "Don't Cry for Me Argentina" - Linnea Henriksson - "Hero" - Stor feat. Yoel905 - "Mitt liv" - Eric Gadd feat. Fricky - "Vägen hem" - Christer Sjögren - "Pappas låt" - Albin Lee Meldau - "Some Loving" (engelsk version av "Lite...kärlek") - Louise Hoffsten - "Nighttime" - Linnea Henriksson - "Småtjejer" (egen version av "Svartskallar") - Charlotte Perrelli - "Stolthet" | - Charlotte Perrelli - "Flickan från Småland" (egen version av "En enkel från Hagfors") - Eric Gadd - "Leende guldbruna ögon" - Stor - "Veronica" - Linnea Henriksson - "Den stora dagen" - Louise Hoffsten - "Ljus och värme" - Albin Lee Meldau - "Kan man älska nå'n på avstånd" - Stor - "Gamla och grå" (svensk version av "Try") - Christer Sjögren - "Same boat" - Linnea Henriksson - "I need your love" - Eric Gadd - "The Weight Is Gone" - Charlotte Perrelli - "Låt mig gå" (svensk version av "Let me go") - Louise Hoffsten - "Lou Lou" I det åttonde avsnittet tolkade artisterna låtar av Monica Zetterlund, där hennes väninna, sångerskan Kerstin Bagge, agerade huvudperson. - Eric Gadd - "Sakta vi gå genom stan" - Christer Sjögren - "Var blev ni av ljuva drömmar" - Albin Lee Meldau - "Visa från Utanmyra" - Louise Hoffsten - "Jag vet en dejlig rosa" - Charlotte Perrelli - "Under vinrankan" - Linnea Henriksson - "Some other time" - Stor feat. Seinabo Sey - "Små gröna äpplen" I det nionde avsnittet möttes artisterna igen för att prata minnen och se tillbaka på tiden som har gått sedan deras vistelse på Gotland. Dock deltog inte Charlotte Perrelli, som då nyligen fött barn. |

## Tittarsiffror
| Avsnitt | Datum            | Huvudperson            | Tittarsiffror |
| ------- | ---------------- | ---------------------- | ------------- |
| 1       | 20 oktober 2018  | Eric Gadd              | 1 600 000     |
| 2       | 27 oktober 2018  | Louise Hoffsten        | 1 510 000     |
| 3       | 3 november 2018  | Linnea Henriksson      | 1 245 000     |
| 4       | 10 november 2018 | Charlotte Perrelli     | 1 479 000     |
| 5       | 17 november 2018 | Stor                   | 1 369 000     |
| 6       | 24 november 2018 | Christer Sjögren       | 1 661 000     |
| 7       | 1 december 2018  | Albin Lee Meldau       | 1 261 000     |
| 8       | 8 december 2018  | Monica Zetterlund-tema | 1 179 000     |
| 9       | 15 december 2018 | Återträffen            | 1 081 000     |

## Listplaceringar
| Artist             | Låt                                    | Topp-placering | Topp-placering    | Topp-placering |
| Artist             | Låt                                    | Svensktoppen   | Sverigetopplistan |                |
| ------------------ | -------------------------------------- | -------------- | ----------------- | -------------- |
| Albin Lee Meldau   | "I Know Something That You Don't Know" | —              | 81                |                |
| Albin Lee Meldau   | "Kan man älska nå'n på avstånd"        | —              | 86                |                |
| Albin Lee Meldau   | "Spela min favoritvals"                | —              | 44                |                |
| Charlotte Perrelli | "Släpper allt"                         | 10             | —                 |                |
| Linnea Henriksson  | "Den stora dagen"                      | 3              | 76                |                |
| Linnea Henriksson  | "Hero"                                 | 6              | 100               |                |
| Linnea Henriksson  | "Småtjejer"                            | —              | 29                |                |
| Stor               | "Mitt liv" (feat. Yoel905)             | —              | 23                |                |
| Stor               | "Säga mig" (feat. Jireel)              | —              | 4                 |                |

## Fotnoter